# 독일의 나체주의 문화

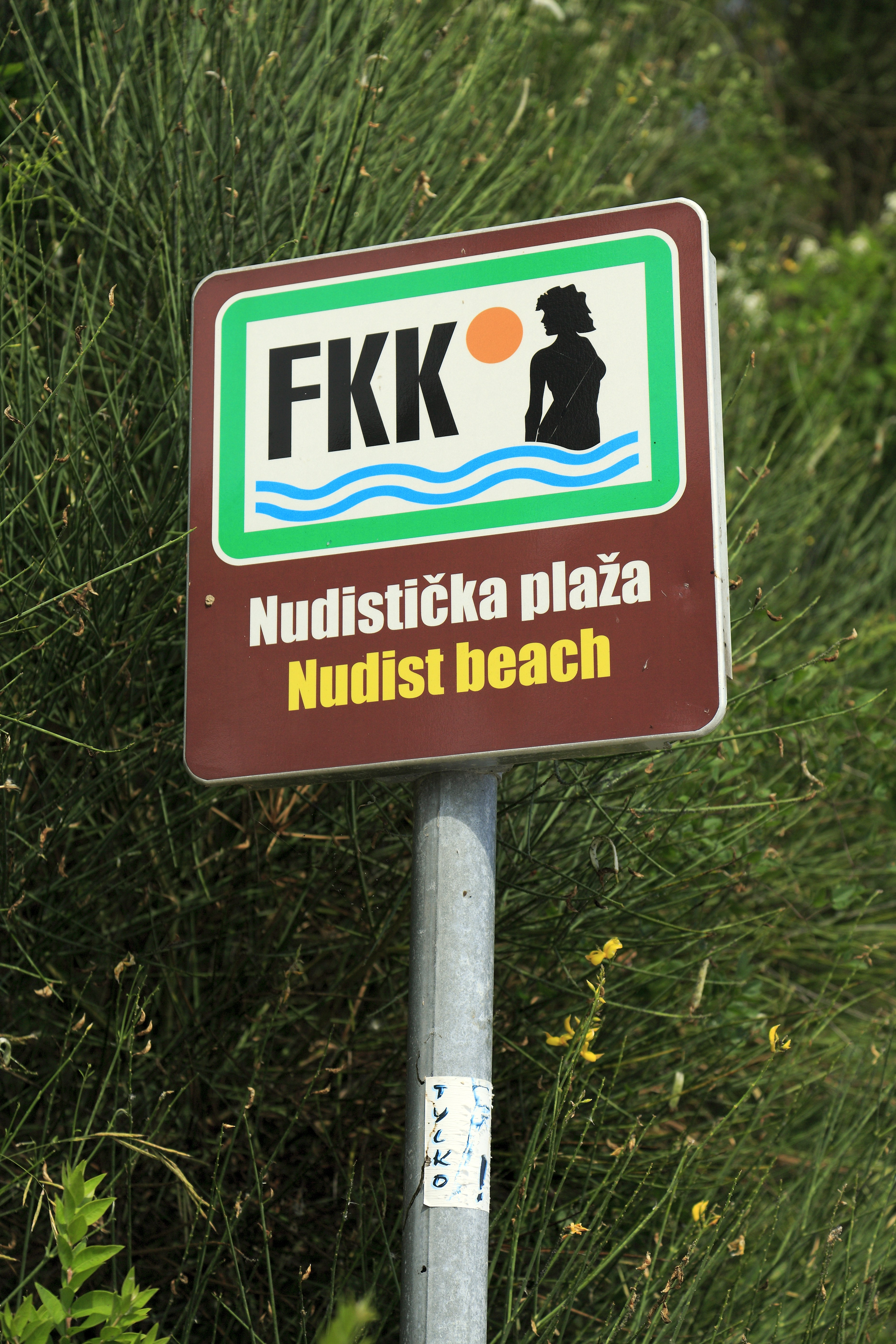
전형적인 FKK 지정 구역 표지판. 일반적인 영어화에도 불구하고, 독일어 약자인 FKK는 크로아티아와 다른 많은 유럽 국가들에서 여전히 사용되고 있다.

독일의 나체주의 문화(독일어: Freikörperkultur; FKK)는 "우리 몸에 진정한 자유를 달라"는 메시지를 전달하는 하나의 문화이자 사조로 "옷을 입지 않는 자연 상태의 자유로운 몸 문화" 또는 단순하게 "나체주의"를 뜻한다. FKK는 Frei-Körper-Kultur(→자유로운 몸 문화)의 약자이다.

## 개요
독일을 비롯한 유럽에서는 옷을 걸치지 않고 야영을 하면서 수영도 하고 스포츠도 하고, 휴가를 즐기는 캠핑 장소들이 있다. 이 문화는 일조량이 적은 독일의 척박한 자연환경과 일광욕을 하지 않으면 피부에 질환이 생기는 백인의 생물학적 특성 때문에 생겨난 것으로 보인다. 따라서 서양인들은 해가 비추면 최대한 많이 자신의 피부를 태양에 노출시키려고 하는 문화가 생겨나게 되었고 이것이 FKK가 생겨날 수 있다.
FKK가 추구하는 것은 야외에서 옷을 걸치지 않고, 어떤 강요도 받지 않고 완전한 전라(全裸)상태로 놀이나 스포츠를 함으로써, 육체적이고 정신적으로 건강한 인격체를 경험하는 것과 성에 대한 자연스럽고 건전한 접근을 목표로 한다. 어떤 의미에서는 "자연으로 돌아가자"라는 말을 가장 잘 실천하고 있는 집단의 문화이다. 이 운동은 1900년 경에 독일 함부르크에서 시작되어 나치 정권이 들어서면서 금지되었다가 제2차 세계대전 이후인 1945년에 독일의 동해 및 북해의 몇몇 해변을 FKK를 위해 개방하였다가 다시 독일 전역에 번성하게 되었다. 특히 동독정부는 나체문화(FKK)를 정책적으로 문화운동으로 장려하였는데, 이는 동독 사회주의 정권이 기존의 권위와 차별을 철폐하고자 했기 때문이다.
따라서 동독 정부는 종교활동을 약화시켰고 동시에 종교에 의해 억압되어 있는 성적인 문제와 자유사랑을 해방시키기 위해 남녀 간의 사랑에 관대했고, 서양 시민 사회의 일반적인 특성인 남녀 구별에 반하는 특성도 갖고자 했기에 남녀 간의 사랑이나 결혼 생활이 더 쉽게 자유로워질 수 있었다. 그러한 정책의 일환으로서 FKK가 국가적으로 장려되었으며 그 결과 동독 내에서는 성생활과 사랑이 무척 자유로웠다. 서독에서는 1960년 이후 관광산업을 육성하기 위한 정책으로 서독 여러 곳에서 혼욕 사우나, 나체 휴양소 등이 성업 중에 있다. 하지만 동서독이 통일한 후 서구의 문화가 동독으로 유입된 후에는 남들의 눈을 의식하는 정서가 생겨나게 되어 자녀들, 즉 청소년층의 반발로 나체문화를 즐기는 장소에서도 완전한 전라의 알몸으로 돌아다니거나 놀이를 하는 것을 거부하는 이들이 늘고 있다고 한다. 그럼에도 불구하고 여전히 FKK를 위해 누드 비치나 캠핑 공간의 방문객이 많고, 이런 곳만을 찾아 휴가를 떠나는 이들도 상당수 존재한다.

## 양상

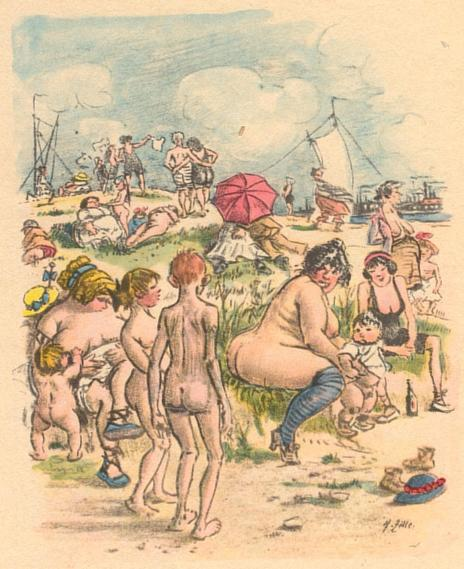
하인리히 질레(Heinrich Zille, 1858년 ~ 1929년)의 그림, "야외 공공 수영장이 나타났을 때"라는 제목의 엽서 인쇄 1919년

대부분의 FKK 활동은 대부분 날씨가 좋은 여름날에 행해진다. 누드 비치나 캠핑장에 들어가면 옷을 전혀 걸치지 않고 전라의 상태로 돌아다니고, 수영하고, 놀이를 하거나 운동을 한다. 장모와 사위, 형부와 처제 등의 친인척들이 발가벗은 몸으로 비치 발리볼, 축구, 탁구 등의 구기운동도 하고 의자에 앉아 선탠을 하는 것은 기본이고 함께 안락의자에 앉아 책을 읽거나 잠을 잔다.
FKK 해변을 찾는 수요가 상당하기 때문에, Bild라는 독일의 한 신문사에서는 아름다운 10대 FKK 해변을 조사하고 특집 기사를 내기도 하였다. 독일에는 이러한 캠핑장과 누드 비치 뿐만 아니라, 일상 생활에서도 나체 문화가 굉장히 깊숙하게 들어와있는데, 그 중 가장 대표적인 것이 혼욕 사우나이다.
일본의 혼욕 사우나는 그 규모가 크지 않고 대부분 가족 단위로 이용을 하는 반면에, 독일의 혼욕 사우나는 그 규모가 일본의 것보다 크며 사람들도 많이 이용한다고 한다. 게다가 보통의 대중탕 중에서는 탈의실도 남녀 구분이 없이 함께 쓰는 곳이 있다고 한다. 혼욕 사우나를 이용하는 고객이 대부분 남성이라 일주일에 한 번은 여성을 위해서만 개방하는 경우도 있다. 주중에는 보통 노인 손님이 많으며, 주말에는 남녀노소 구분하지 않고 많이 이용한다. 온천으로 유명한 독일의 바덴바덴에는 2000년 전 로마시대부터 사우나가 존재하였으며, 그 시대부터 보존되어 온 유서 깊은 프리드리히 온천과 카라칼라 온천 역시 남녀혼욕이 시행되는 혼욕 사우나이다. 사우나가 끝나면 휴식 공간에 앉아 나체인 상태로 신문을 읽거나 책을 읽는 일이 보통이다. 혼욕 사우나 역시 누드 비치와 캠핑장만큼 보편화된 독일의 나체문화의 장이다.
독일의 한 인터넷여행사는 에르푸르트에서 발트해의 유명 휴양지인 우제돔섬까지 누드 항공여행 상품을 출시했다. 이 항공사의 누드 항공여행에서 승무원은 유니폼을 입고, 비행기를 이용하는 승객들이 기내에서만 FKK가 허용되는 방식이다. 이 제품을 고안한 것은 회사 내의 직원이 아닌 항공사의 고객 중 한 명인 것으로 밝혀졌다. 독일의 FKK주의자들은 단순히 문화를 소비할 뿐 아니라 재생산하는 역할도 수행한다. 이외에도 FKK 수영장, FKK 하이킹, 나체 자전거 대회, 나체 퍼레이드 대회 등 다양한 종류의 FKK 문화행사가 있다.

## 반응

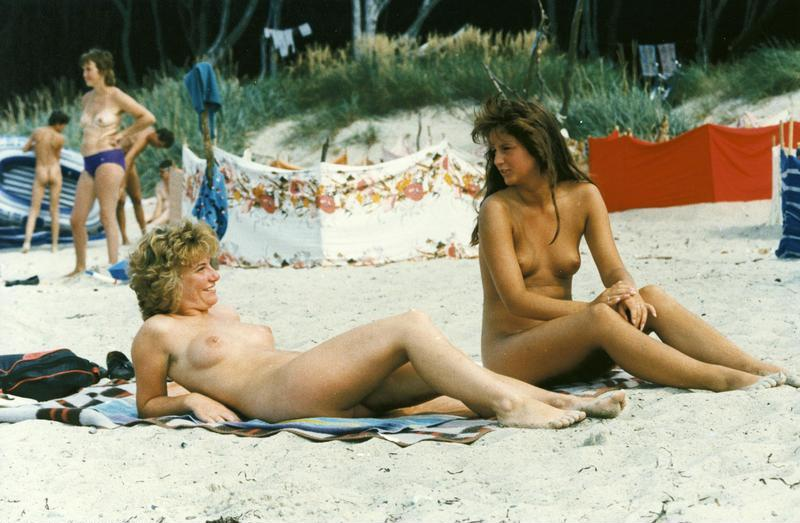
1988년 로스토크의 자연주의 해변에서 젊은 동독 여성들

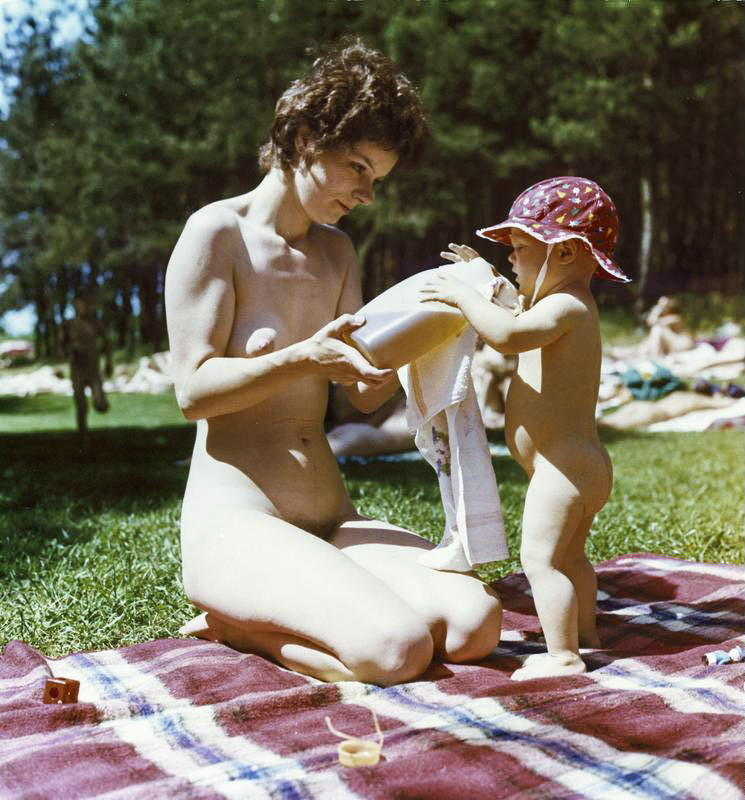
독일 브란덴부르크주에 있는 헤르츠스프룽 자연주의자 FK 호수 공원에서 가장 인기 있는 FK 수영장 중 하나이다. 이곳에서 농업 기술을 위한 앙제르뮌데 지역 작업의 장기적이고 장기적인 노동에 종사하는 노동자들은 모두를 위한 레저 및 레크리에이션 센터를 만들었다.(1983년 8월 사진)

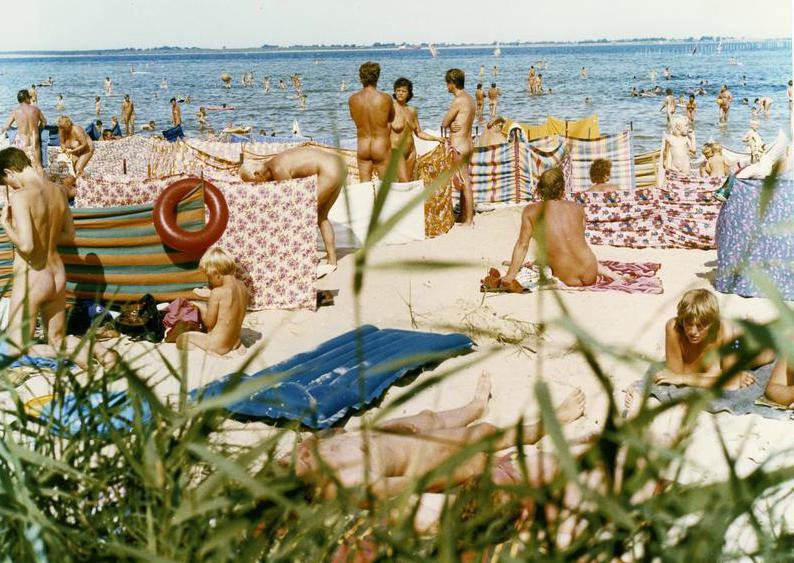
1984년 비스마르 만의 동독 누드 해변

독일의 FKK주의자 및 나체문화 참가자들은 특정 부위를 쳐다보거나 특정인을 주시하는 등의 성적인 접근을 삼가고, 동시에 그러한 참가자들을 배제하는 경향이 있는데, 이는 FKK가 가족위주로 일어나는 경향과 독일인의 개방적인 사고방식, 그리고 구동독의 관습 철폐의 영향에 기인한다.
FKK 시행초에는 너무 자유로워서 성적으로 민감한 문제들이 제기되었으나, 보다 시민사회에서 시민의식이 성숙하고 이성적인 판단을 중시하는 지성인들이 FKK에 많이 참여하게끔 유도됨으로써 전체적인 나체문화의 분위기 역시 함께 성숙할 수 있었다. 따라서 말초적인 쾌락과 인간적 본능, 그리고 타락한 문화로 전락하지 않고 애초의 취지대로 성에 대한 건전하고 자유로운 접근과 자연으로의 회귀와 있는 그대로의 인간 생활의 즐거움이라는 목적을 달성하기 위한 건전한 문화로서 유지되고 있다. 이런 나체주의 문화는 개방적인 사고를 중시하는 독일의 열린 사회문화라는 기반이 있기 때문이다.

## 같이 보기
- 나체주의